# 12906 Alexismacavoy
12906 Alexismacavoy este o planetă minoră (asteroid), cu un diametru de 4,885 km, din centura de asteroizi. A fost descoperită pe 14 septembrie 1998 la Magdalena Ridge Observatory⁠(d) de Lincoln Near-Earth Asteroid Research. 
Obiectul prezintă o orbită caracterizată de o semiaxă mare de 2,787768 UAi, o excentricitate de 0,03, o înclinație de 4,22066 ° în raport cu ecliptica.